# Onkijärvi (sjö i Finland)
Onkijärvi är en sjö i Finland. Den ligger i kommunen Heinola i landskapet Päijänne-Tavastland, i den södra delen av landet, 120 km nordost om huvudstaden Helsingfors. Onkijärvi ligger 116,5 meter över havet. I omgivningarna runt Onkijärvi växer i huvudsak blandskog. Arean är 8,4 hektar och strandlinjen är 2,1 kilometer lång. Sjön  ingår i Kymmene älvs huvudavrinningsområde. 
I övrigt finns följande vid Onkijärvi:
- Saarijärvi (en sjö)